# Fomitopsis africana
Fomitopsis africana är en svampart som beskrevs av Mossebo & Ryvarden 1997. Fomitopsis africana ingår i släktet Fomitopsis och familjen Fomitopsidaceae.   Inga underarter finns listade i Catalogue of Life.